# Babacar Ba
Pour les articles homonymes, voir Ba (nom de famille).
Babacar Bâ (1930-2006) est un homme politique sénégalais, membre influent du Parti socialiste, qui fut plusieurs fois ministre au cours des années 1970 dans le gouvernement d'Abdou Diouf sous la présidence de Léopold Sédar Senghor.

## Biographie
(janvier 2009).
Fils d'une famille originaire du Sine-Saloum, Babacar Bâ est né le 14 juin 1930 à Kaolack.
Élève très brillant, il eut son bac à 18 ans, chose très rare à cette époque, après avoir sauté deux classes puis intégra le Lycée Louis-le-Grand. Il est l'un des premiers administrateurs civils diplômés de l'École nationale de la France d'outre-mer (ENFOM).
Il a été directeur de cabinet du président du Conseil Mamadou Dia, directeur de cabinet du ministre des affaires étrangères Amadou Karim Gaye, directeur de cabinet du président Léopold Sédar Senghor puis secrétaire général de la présidence de la république.
Succédant à Jean Collin, il sera plus tard ministre des Finances d'avril 1971 à mars 1978. C'est lui qui œuvra pour l’émergence du secteur privé au Sénégal, ce qui joua un rôle de tremplin pour l’économie sénégalaise. De nombreux hommes d'affaires lui en sont d'ailleurs reconnaissants et n’hésitent jamais à le citer comme référence. Il est à l'origine des négociations qui ont abouti a l'implantation du siège de la Banque centrale des États de l'Afrique de l'Ouest (BCEAO) à Dakar. Si le choix de Senghor s'est depuis longtemps porté sur Abdou Diouf, l'émergence de son ministre de l'Économie Babacar Bâ remet en cause son idée initiale. Par l'intermédiaire de son ministère, Bâ s'est constitué une importante clientèle. En outre, il dispose d'un soutien de choix en ayant à ses côtés le neveu du Président, Adrien Senghor.
Son style, plus politique et moins technocratique que celui d'Abdou Diouf, séduit de nombreux chefs d'État étrangers, notamment Félix Houphouët-Boigny et Valéry Giscard d'Estaing qui n'hésitera pas à le qualifier de "meilleur ministre des finances de l'Afrique". Il se forme alors un groupe de soutien à Diouf, articulé autour du trio Jean Collin - Moustapha Niasse - Djibo Kâ. Ils usent de leur influence respective auprès de Senghor pour le persuader de maintenir en place Abdou Diouf. Avec succès, puisque ce dernier reste à la Primature après les élections de 1978. Bâ est quant à lui muté aux Affaires Étrangères, de façon à l'éloigner des deniers publics. Il est ministre d'État chargé des Affaires étrangères du 15 mars 1978 au 19 novembre 1978. Le danger reste toutefois réel. Bâ doit être définitivement écarter de la voie successorale.
Jean Collin profite d'un "incident diplomatique" entre Diouf et Bâ pour le rapporter à Senghor, alors en vacances à Verson. Le président rentre précipitamment de Normandie et convoque le comité central du PS, le 18 septembre 1978. Le trio Collin-Niasse-Kâ discréditent de nouveau Babacar Bâ au cours du rassemblement. Écœuré par la manigance, il préfère se retirer de la danse et donne sa démission au président lors du comité. Senghor conclut alors la réunion par ces quelques mots : "Il sera procédé à un remaniement ministériel, Abdou Diouf me proposera une liste de ministres ". La voie présidentielle est libre pour Abdou Diouf.
Babacar Bâ s'éloignera du champ politique pendant une longue période avant d'être nommé vice-président du Sénat de la fin des années 1990 à l'alternance démocratique de 2000.
Il meurt à Dakar, le 13 décembre 2006, après une très courte maladie. De nombreux témoignages ont été faits à cette occasion sur son combat, ses valeurs et surtout l’intégrité qui le caractérisaient.
Babacar Bâ se maria, d'abord avec Daba Ndiaye, ensuite avec Henriette Bathily, à qui est consacré le musée de la Femme Henriette-Bathily, puis avec Khady Sall avec qui il termina sa vie après 20 ans de mariage.